# داینورفین بی
داینورفین بی (به انگلیسی: Dynorphin B) یک ترکیب شیمیایی با شناسه پاب‌کم ۱۶۱۳۳۸۰۶ است. و جرم مولی آن ۱۵۷۰٫۸۳۵۴ می‌باشد. 